# Sistem de artilerie mobilă de coastă A-222E Bereg-E de 130 mm
A-222 Bereg (rusă Берег; „Coastă”) este un tun rusesc de artilerie de coastă autopropulsat de 130 mm, care a fost dezvoltat în anii 1980 (intrat în serviciu în 1988) și a fost prezentat pentru prima dată publicului în 1993 la un târg de armament în Abu Dhabi.
Sistemul de artilerie Bereg constă dintr-un vehicul de comandă și control (CPU), un vehicul de sprijin de luptă (MOBD) și până la șase sisteme de arme (SAU). Toate sunt montate pe vehicule de teren cu roți 8×8, oferind o mobilitate excelentă. Tunul AK-130 este montat pe un vehicul MAZ-543 8×8 cu roți și a fost proiectat pentru a angaja nave de suprafață și bărci de atac rapid, precum și ținte terestre. Este capabil să angajeze ținte în 1-2 minute și poate trage până la 12 focuri pe minut.
Începând cu 2003, singurul operator al sistemului a fost cel de-al 40-lea BRAP de la baza Marinei Ruse din Novorossiisk, parte a Flotei Mării Negre.